# Devil Anse Hatfield
 (mars 2016).
Si vous disposez d'ouvrages ou d'articles de référence ou si vous connaissez des sites web de qualité traitant du thème abordé ici, merci de compléter l'article en donnant les références utiles à sa vérifiabilité et en les liant à la section « Notes et références ».
William Anderson "Devil Anse" Hatfield (9 septembre 1839 - 6 janvier 1921) est le patriarche du clan Hatfield durant la guerre entre les Hatfield–McCoy. Devil Anse survit durant cette guerre et y met fin en 1891.

## Biographie
Hatfield est né à Logan en Virginie occidentale, il est le fils de Ephraim Hatfield (ancêtre anglais) et de Nancy Vance (ancêtre écossais).
Il y a plusieurs sources pour son surnom de "Devil Anse": certainement donné par sa mère ou par Randolph McCoy, il l'aurait gagné lors de la guerre de sécession, ou en contraste avec son cousin le prêcheur, Anderson "Preacher Anse" Hatfield.
Entré dans la guerre du côté des confédérés, Hatfield met en place une compagnie pour la guerilla surnommé  "The Logan Wildcats.". En 1865, il est suspecté du meurtre de Asa Harmon McCoy.
Hatfield se fait baptiser le 23 septembre 1911 à Island Creek et se convertit au Christianisme.

## Mariage et enfants
William Anderson "Devil Anse" Hatfield se marie avec Levisa "Levicy" Chafin (20 décembre 1842 – 15 mars 1929), elle est la fille de Nathaniel Chafin et Matilda Varney, le 18 avril 1861 dans le comté de Logan, Virginie occidentale. Ils ont eu 14 enfants :
- Johnson "Johnse" Hatfield (1862 – 1922)
- William Anderson "Cap" Hatfield (1864 – 1930)
- Robert E. Lee Hatfield (1866 – 1931)
- Nancy Hatfield (1869-1937)
- Elliott Rutherford Hatfield (1872 – 1932)
- Mary Hatfield Hensley Simpkins Howes (1874 – 1963)
- Elizabeth "Betty" Hatfield Caldwell (1876 – 1962)
- Elias M. Hatfield (1878 – 1911)
- Detroit W. "Troy" Hatfield (1881 – 1911)
- Joseph Davis Hatfield (1883 – 1963)
- Rose Lee "Rosie" Hatfield Browning (1885 – 1965)
- Emmanuel Wilson "Willis" Hatfield (1888 – 1978)
- Tennyson Samuel "Tennis" Hatfield (1890 – 1953)
- Edwin Meyer "Gingersnap" Hatfield (1891 – 1969)

## Décès
Hatfield décède le 6 janvier 1921 à Stirrat, Logan County, Virgine Occidentale à l'âge de 81 ans d'une pneumonie à Island Creek. Il est enterré dans le cimetière de la famille Hatfield  Route 44 dans le sud de Logan County.

## William Anderson Hatfield dans la culture

### Télévision
- Hatfields and McCoys (2012)